# Buddy Stewart
Buddy Stewart, geboren als Albert James Byrne Jr. (Derry, 22 september 1922 - Deming, 1 februari 1950), was een Amerikaanse jazzzanger.

## Carrière
Stewarts ouders waren dansers. Hij trad al op 8-jarige leeftijd op in een vaudeville en zong in een aantal formaties, onder andere in duet met zijn latere echtgenote Martha Wayne. Als lid van The Snowflakes trad hij begin jaren 1940 op met de orkesten van Glenn Miller en Claude Thornhill.
Na zijn legerdienst bij de United States Army van maart 1942 tot 1944 nam hij in 1945 met Dave Lambert en het orkest van Gene Krupa What's This op, de eerste zangversie van een bop-nummer.  Ook in de navolgende jaren werkte hij samen met Lambert. Ze namen op voor het kleine label Sittin' In With met als arrangeur Gerry Mulligan. In 1949 zong hij met het orkest van Charlie Ventura Synthesis en East of Suez bij Savoy Records. Vanaf januari 1948 trad hij op onder zijn eigen naam, onder andere als co-leader van een formatie met Kai Winding en in 1949 met het boporkest van Charlie Barnet. In 1948 nam hij ook enkele nummers op als orkestleider. Stewart en Lambert voegden met Blossom Dearie een derde zangstem en met Bennie Green en Allen Eager twee blazers toe. In februari 1949 waren ze samen met het kwintet van Charlie Parker op tournee. 
Na Stewarts overlijden, zijn echtgenote berooid achterlatend, werd op 24 maart 1950 een benefietconcert georganiseerd in de New Yorkse jazzclub Birdland met onder andere Ella Fitzgerald, Charlie Ventura, Stan Getz, Tony Scott, Al Cohn, Lester Young, Lennie Tristano, Harry Belafonte, J.J. Johnson, Charlie Parker, Dizzy Gillespie en Oscar Pettiford. Zijn zus Beverly trouwde later met de saxofonist Stan Getz.

## Overlijden
Stewart kwam in 1950 op 38-jarige leeftijd om het leven tijdens een auto-ongeluk, toen hij zijn vrouw en zoon wilde bezoeken in New Mexico.
- Bibliothèque nationale de France: cb13951152x (data)
- Gemeinsame Normdatei: 134530950
- International Standard Name Identifier: 0000 0000 5519 3840
- Library of Congress Control Number: no94006300
- MusicBrainz: 0617d4e1-3f99-4d57-ac26-e6a12a4412c2
- Virtual International Authority File: 71583787
- WorldCat: E39PBJyMm8GfqfvjDqDKWMV9jC